# Jerry City (Ohio)
Pour les articles homonymes, voir Jerry City.
Jerry City est un village américain situé dans le comté de Wood, dans l’Ohio. Selon le recensement de 2010, sa population est de 427 habitants.